# Línea RER C
La línea RER C es la línea de ferrocarril más larga, con más de 160 km, de la región Île de France. Está operada por dos divisiones de la SNCF, la división Paris Rive Gauche para toda la línea salvo Porte de Clichy <> Pontoise que lo gestiona la división París Nord.

## Historia
La línea C fue creada para conectar la antigua estación de Orsay (hoy día museo) con la estación Invalides de la línea de la Ribera Izquierda de Versalles. Recorre las riberas del Sena. Un ramal norte lo atraviesa y toma la línea de circunvalación pequeña noroeste para dar servicio al área metropolitana noroeste en dirección a Pontoise.
La cronología de la línea es la siguiente:
- 26 de septiembre de 1979: Apertura de la Transversal Ribera Izquierda (Transversale Rive Gauche) al prolongar la línea Versalles-Invalides hasta Quai d'Orsay. Los suburbios sudoeste y oeste quedan conectados. El servicio se prestaba con unidades Z5300 ("inox") de Les Ardoines. La línea se convirtió rápidamente en RER C.
- 1982: Primeras unidades Z5600 de dos pisos.
- 1983: Primeros equipos automáticos que permitían al conductor cerrar las puertas desde la cabina sin necesidad de jefe de tren.
- 1985: Primeras unidades Z8800 para la preparación del futuro ramal norte.
- 25 de septiembre de 1988: Apertura del ramal VMI (Vallée de Montmorency <> Invalides) que une Champ de Mars con Argenteuil y Montigny-Beauchamp. Esta línea usa una parte de la antigua línea de Auteuil (entre Boulainvilliers y Pereire-Levallois).
- 1989: Primeras unidades Z20500.
- 29 de septiembre de 1991: Nueva estación de Porte de Clichy en el ramal C1, con correspondencia con la línea 13 de metro.
- 1992: Aunque interconectado desde los años 80, el ramal Savigny-sur-Orge - Versailles-Chantiers, que utiliza la Grande Ceinture, se integra oficialmente a la línea C como C8.
- 1996: Todos los ramales se explotan sin jefe de tren excepto Versailles-Rive Gauche - Versailles-Chantiers por la presencia de unidades Z5300 que lo necesitan.
- 1996: Supresión de la lanzadera ferroviaria Pont Cardinet <> Pereire-Levallois. Este enlace se presta ahora con un autobús de la SNCF.
- 3 de diciembre de 2000: Ampliación a Pontoise del ramal C1 (hasta entonces llegaba a Montigny-Beauchamp) y apertura de la estación de Bibliothèque François Mitterrand con correspondencia con la línea 14 de metro. Esta estación remplaza a la antigua Boulevard Masséna.
- 2001: Primeras unidades Z20900 y adición de dos coches suplementarios a ciertas Z5600 (denominados Evolys) para empezar con la retirada de las unidades Z5300.
- 2002: El ramal C8 empieza a funcionar sin jefe de tren.
- 24 de marzo de 2002: Nueva estación de Saint-Ouen l'Aumône-Liesse.
- 2003: Retirada de las últimas unidades Z5300.
- 2006: Supresión del ramal C3 a Argenteuil incorporado al grupo IV de la red suburbana de Saint-Lazare. Se pasa a denominar C3 a los trenes que acaban en Montigny-Beauchamp, dentro del ramal de Pontoise.
- 16 de diciembre de 2006: la estación Boulevard Victor cambia de nombre a Boulevard Victor - Pont du Garigliano al tener correspondencia con el terminal de la nueva línea de tranvía T3.
- 2007: Proyecto de prolongación del ramal de Saint-Quentin-en-Yvelines hasta Coignières.

La antigüedad de los túneles del tramo central (más de 100 años) y su proximidad al río Sena implican una reforma en profundidad. Así, todos los veranos se cierra la línea durante 1 mes entre Invalides y Gare d'Austerlitz con un servicio de autobús alternativo. Esto durará hasta 2017. La realización de todas estas obras de una vez habría requerido el cierre completo de la línea durante un año, algo imposible con la demanda actual.

## Trazado

Trazado geográfico de la línea.

A lo largo de su recorrido, la línea C aprovecha las siguientes líneas ferroviarias de la SNCF:
- Ramal C1:
  - Línea Saint-Denis - Dieppe entre Pontoise y Ermont-Eaubonne.
  - Línea Vallée de Montmorency - Invalides entre Ermont-Eaubonne y Champ de Mars-Tour Eiffel (en parte común con la Línea de Auteuil y la línea Petite Ceinture)
- Ramal C7:
  - Línea París - Brest entre Saint-Quentin-en-Yvelines y Viroflay-Rive Gauche.
- Ramal C5:
  - Línea de Invalides entre Versalles-Rive Gauche y Viroflay-Rive Gauche.
- Tramo central y ramal C6:
  - Línea de Invalides entre Viroflay e Invalides.
  - Transversal Ribera Izquierda entre Invalides y Musée d'Orsay.
  - Línea París - Burdeos entre Musée d'Orsay y Étampes.
  - Línea Étampes - Pithiviers entre Étampes y Saint-Martin-d'Étampes.
- Ramales C2 y C8:
  - Línea Grande Ceinture.
- Ramal C4:
  - Línea Brétigny - Tours

## Estaciones y correspondencias
|    |   |     |     |     |     |     |   |    | estaciones                                             | zona | municipio                          | correspondencias                                            |
| -- | - | --- | --- | --- | --- | --- | - | -- | ------------------------------------------------------ | ---- | ---------------------------------- | ----------------------------------------------------------- |
|    |   |     |     |     |     |     | o | C1 | Pontoise                                               | 5    | Pontoise                           |                                                             |
|    |   |     |     |     |     |     | o |    | Saint-Ouen-l'Aumône                                    | 5    | Saint-Ouen-l'Aumône                |                                                             |
|    |   |     |     |     |     |     | o |    | Saint-Ouen-l'Aumône-Liesse                             | 5    | Saint-Ouen-l'Aumône                |                                                             |
|    |   |     |     |     |     |     | o |    | Pierrelaye                                             | 5    | Pierrelaye                         |                                                             |
|    |   |     |     |     |     |     | o | C3 | Montigny-Beauchamp                                     | 4    | Montigny-lès-Cormeilles            |                                                             |
|    |   |     |     |     |     |     | o |    | Franconville - Le Plessis-Bouchard                     | 4    | Franconville                       |                                                             |
|    |   |     |     |     |     |     | o |    | Cernay                                                 | 4    | Ermont                             |                                                             |
|    |   |     |     |     |     |     | o |    | Ermont - Eaubonne                                      | 4    | Ermont, Eaubonne                   |                                                             |
|    |   |     |     |     |     |     | o |    | Saint-Gratien                                          | 4    | Saint-Gratien                      |                                                             |
|    |   |     |     |     |     |     | o |    | Épinay-sur-Seine                                       | 3    | Épinay-sur-Seine                   |                                                             |
|    |   |     |     |     |     |     | o |    | Gennevilliers                                          | 3    | Gennevilliers                      | CFC                                                         |
|    |   |     |     |     |     |     | o |    | Les Grésillons                                         | 3    | Gennevilliers                      | (proyecto)                                                  |
|    |   |     |     |     |     |     | o |    | Saint-Ouen                                             | 2    | Saint-Ouen                         |                                                             |
|    |   |     |     |     |     |     | o |    | Porte de Clichy                                        | 1    | XVII Distrito                      |                                                             |
|    |   |     |     |     |     |     | o |    | Pereire - Levallois                                    | 1    | XVII Distrito                      |                                                             |
|    |   |     |     |     |     |     | o |    | Neuilly - Porte Maillot                                | 1    | XVII Distrito                      |                                                             |
|    |   |     |     |     |     |     | o |    | Avenue Foch                                            | 1    | XVI Distrito                       |                                                             |
|    |   |     |     |     |     |     | o |    | Avenue Henri Martin                                    | 1    | XVI Distrito                       | andando                                                     |
|    |   |     |     |     |     |     | o |    | Boulainvilliers                                        | 1    | XVI Distrito                       |                                                             |
|    |   |     |     |     |     |     | o |    | Avenue du Président Kennedy                            | 1    | XVI Distrito                       |                                                             |
|    |   |     | o   | C7  | C7  | C7  |   |    | Saint-Quentin-en-Yvelines - Montigny-le-Bretonneux     | 5    | Montigny-le-Bretonneux             |                                                             |
|    |   |     | o   |     |     |     |   |    | Saint-Cyr                                              | 5    | Saint-Cyr                          |                                                             |
| C8 | o |     | o   |     |     |     |   |    | Versailles-Chantiers                                   | 4    | Versailles                         | TGV, Intercités Normandía Centro-Valle del Loira (proyecto) |
|    |   |     |     |     | o   | C5  |   |    | Gare de Versailles-Château-Rive-Gauche                 | 4    | Versailles                         |                                                             |
|    |   |     |     |     | o   |     |   |    | Porchefontaine                                         | 4    | Versailles                         |                                                             |
|    |   |     |     | o   |     |     |   |    | Viroflay-Rive-Gauche                                   | 3    | Viroflay                           |                                                             |
|    |   |     |     | o   |     |     |   |    | Chaville - Vélizy                                      | 3    | Viroflay                           |                                                             |
|    |   |     |     | o   |     |     |   |    | Meudon-Val-Fleury                                      | 3    | Meudon                             |                                                             |
|    |   |     |     | o   |     |     |   |    | Issy                                                   | 2    | Issy-les-Moulineaux                |                                                             |
|    |   |     |     | o   |     |     |   |    | Issy-Val de Seine                                      | 2    | Issy-les-Moulineaux                |                                                             |
|    |   |     |     | o   |     |     |   |    | Pont du Garigliano - Hôpital européen Georges-Pompidou | 1    | XV Distrito                        |                                                             |
|    |   |     |     | o   |     |     |   |    | Javel                                                  | 1    | XV Distrito                        |                                                             |
|    |   |     |     |     |     |     | o |    | Champ de Mars - Tour Eiffel                            | 1    | VII Distrito/XV Distrito           |                                                             |
|    |   |     |     |     |     |     | o |    | Pont de l'Alma                                         | 1    | VII Distrito                       | andando                                                     |
|    |   |     |     |     |     |     | o |    | Invalides                                              | 1    | VII Distrito                       |                                                             |
|    |   |     |     |     |     |     | o |    | Musée d'Orsay                                          | 1    | VII Distrito                       | andando                                                     |
|    |   |     |     |     |     |     | o |    | Saint-Michel - Notre-Dame                              | 1    | IV Distrito/V Distrito/VI Distrito |                                                             |
|    |   |     |     |     |     |     | o |    | Gare d'Austerlitz                                      | 1    | XIII Distrito                      | Intercités, Centro-Valle del Loira                          |
|    |   |     |     |     |     |     | o |    | Bibliothèque François Mitterrand                       | 1    | XIII Distrito                      | andando                                                     |
|    |   |     |     |     |     |     | o |    | Ivry-sur-Seine                                         | 2    | Ivry-sur-Seine                     |                                                             |
|    |   |     |     |     |     |     | o |    | Vitry-sur-Seine                                        | 3    | Vitry-sur-Seine                    |                                                             |
|    |   |     |     |     |     |     | o |    | Les Ardoines                                           | 3    | Vitry-sur-Seine                    |                                                             |
|    | o |     |     |     |     |     |   |    | Petit Jouy - Les Loges                                 | 4    | Jouy-en-Josas, Les Loges-en-Josas  | (proyecto)                                                  |
|    | o |     |     |     |     |     |   |    | Jouy-en-Josas                                          | 4    | Jouy-en-Josas                      | (proyecto)                                                  |
|    | o |     |     |     |     |     |   |    | Vauboyen                                               | 4    | Bièvres                            | (proyecto)                                                  |
|    | o |     |     |     |     |     |   |    | Bièvres                                                | 4    | Bièvres                            | (proyecto)                                                  |
|    | o |     |     |     |     |     |   |    | Igny                                                   | 4    | Igny                               | (proyecto)                                                  |
|    | o |     | o   | C2  | C2  | C2  |   |    | Massy - Palaiseau                                      | 4    | Massy                              | TGV (proyecto)                                              |
|    |   |     | o   |     |     |     |   |    | Massy - Verrières                                      | 4    | Massy                              |                                                             |
|    |   |     | o   |     |     |     |   |    | Chemin d'Antony                                        | 4    | Antony                             |                                                             |
|    |   |     | o   |     |     |     |   |    | Rungis - La Fraternelle                                | 4    | Rungis                             |                                                             |
|    |   |     | o   | C12 | C12 | C12 |   |    | Pont de Rungis - Aéroport d'Orly                       | 4    | Thiais                             |                                                             |
|    |   |     | o   |     |     |     |   |    | Orly Ville                                             | 4    | Orly                               |                                                             |
|    |   |     | o   |     |     |     |   |    | Les Saules                                             | 4    | Orly                               | andando                                                     |
|    |   |     |     |     |     |     | o |    | Choisy-le-Roi                                          | 3    | Choisy-le-Roi                      | 393 ·                                                       |
|    |   |     |     |     |     |     | o |    | Villeneuve-le-Roi                                      | 4    | Villeneuve-le-Roi                  |                                                             |
|    |   |     |     |     |     |     | o |    | Ablon                                                  | 4    | Ablon-sur-Seine                    |                                                             |
|    |   |     |     |     |     |     | o |    | Athis-Mons                                             | 4    | Athis-Mons                         |                                                             |
|    |   | C10 | C10 | C10 | C10 | C10 | o |    | Juvisy                                                 | 4    | Juvisy-sur-Orge                    |                                                             |
|    | o |     |     |     |     |     |   |    | Longjumeau                                             | 4    | Longjumeau                         | (proyecto)                                                  |
|    | o |     |     |     |     |     |   |    | Chilly-Mazarin                                         | 4    | Chilly-Mazarin                     | (proyecto)                                                  |
|    | o |     |     |     |     |     |   |    | Gravigny-Balizy                                        | 4    | Longjumeau                         | (proyecto)                                                  |
|    | o |     |     |     |     |     |   |    | Petit Vaux                                             | 4    | Épinay-sur-Orge                    | (proyecto)                                                  |
|    |   |     |     |     |     |     | o |    | Savigny-sur-Orge                                       | 4    | Savigny-sur-Orge                   |                                                             |
|    |   |     |     |     |     |     | o |    | Épinay-sur-Orge                                        | 4    | Épinay-sur-Orge                    | (proyecto)                                                  |
|    |   |     |     |     |     |     | o |    | Sainte-Geneviève-des-Bois                              | 5    | Sainte-Geneviève-des-Bois          |                                                             |
|    |   |     |     |     |     |     | o |    | Saint-Michel-sur-Orge                                  | 5    | Saint-Michel-sur-Orge              |                                                             |
|    |   |     |     |     |     |     | o |    | Brétigny                                               | 5    | Brétigny-sur-Orge                  |                                                             |
|    | o |     |     |     |     |     |   |    | La Norville - Saint-Germain-lès-Arpajon                | 5    | La Norville                        |                                                             |
|    | o |     |     |     |     |     |   |    | Arpajon                                                | 5    | Arpajon                            |                                                             |
|    | o |     |     |     |     |     |   |    | Égly                                                   | 5    | Égly                               |                                                             |
|    | o |     |     |     |     |     |   |    | Breuillet - Bruyères-le-Châtel                         | 5    | Breuillet                          |                                                             |
|    | o |     |     |     |     |     |   |    | Breuillet-Village                                      | 5    | Breuillet                          |                                                             |
|    | o |     |     |     |     |     |   |    | Saint-Chéron                                           | 5    | Saint-Chéron                       |                                                             |
|    | o |     |     |     |     |     |   |    | Sermaise                                               | 5    | Sermaise                           |                                                             |
|    | o |     |     |     |     |     |   |    | Dourdan                                                | 5    | Dourdan                            | Centro-Valle del Loira                                      |
| C4 | o |     |     |     |     |     |   |    | Dourdan - La Forêt                                     | 5    | Dourdan                            |                                                             |
|    |   |     |     |     |     |     | o |    | Marolles-en-Hurepoix                                   | 5    | Marolles-en-Hurepoix               |                                                             |
|    |   |     |     |     |     |     | o |    | Bouray                                                 | 5    | Lardy                              |                                                             |
|    |   |     |     |     |     |     | o |    | Lardy                                                  | 5    | Lardy                              |                                                             |
|    |   |     |     |     |     |     | o |    | Chamarande                                             | 5    | Chamarande                         |                                                             |
|    |   |     |     |     |     |     | o |    | Étréchy                                                | 5    | Étréchy                            |                                                             |
|    |   |     |     |     |     |     | o |    | Étampes                                                | 5    | Étampes                            | Centro-Valle del Loira                                      |
|    |   |     |     |     |     |     | o | C6 | Saint-Martin-d'Étampes                                 | 5    | Étampes                            |                                                             |

## Explotación de la línea

### Ramales
La línea RER C tiene tres recorridos principales:
1. Saint-Quentin-en-Yvelines <> Saint-Martin-d'Étampes / Dourdan-la-Forêt:
  1. Se explota con el material móvil presente en el depósito de Les Ardoines (Z5600, Z8800, Z20500 y Z20900).
  2. Se divide en dos en Brétigny-sur-Orge.
  3. Hay trenes Saint-Quentin-en-Yvelines <> Saint-Martin-d'Étampes cada 30 min que se alternan con trenes Invalides <> Dourdan-la-Fôret igualmente cada 30 min.
2. Versalles Rive Gauche <> Versalles Chantiers (vía Juvisy-sur-Orge).
  1. Se explota con Z5600 del depósito de Les Ardoines con 6 coches.
  2. Circulan trenes Versalles Rive Gauche <> Juvisy cada 15 min y uno de cada dos se prolonga a Versalles Chantiers salvo en hora punta que recorren todos (15"), dont un sur deux se prolonge jusqu'à Versailles Chantiers (todos en hora punta).
3. Massy-Palaiseau <> Pontoise (vía Montigny-Beauchamp).
  1. Se explota con Z8800, Z20500 y Z20900 del depósito de Les Ardoines por la presencia de corriente alterna a 25 Kv al norte de Porte de Clichy.
  2. Circulan trenes Pontoise <> Massy Palaiseau cada 30 min alternados con trenes Montigny-Beauchamp <> Pont de Rungis cada 30 min en horas valle. Los antiguos trenes destino Argenteuil quedan ahora limitados a Montigny-Beauchamp.

### Códigos de los trenes
- A: destino Gare d'Austerlitz. 
  - AONE: (1 por la mañana temprano) "Ómnibus" Pont de Rungis <> Paris Austerlitz.
- B: destino Brétigny-sur-Orge.
  - BALI: Pontoise > Bretigny-sur-Orge, "Ómnibus" entre Pontoise y Biblioteca François Mitterrand y entre Juvisy-sur-Orge y Brétigny-sur-Orge.
- C: destino Versalles Chantiers.
  - CARO/CIME: "Ómnibus" entre Versalles Rive Gauche y Biblioteca François Mitterrand y entre Choisy-le-Roi y Versalles Chantiers.
- D: destino Dourdan-la-Fôret.
  - DEBA: "Ómnibus" entre Inválidos y Biblioteca François Mitterrand y entre Juvisy y Dourdan-la-Forêt. Un tren parte de Pontoise entre semana "Ómnibus" de Pontoise a Biblioteca François Mitterrand y entre Juvisy-sur-Orge y Dourdan-la-Fôret.
  - DUBA: "Ómnibus" entre Saint-Quentin-en-Yvelines y Biblioteca François Mitterrand y entre Juvisy-sur-Orge y Dourdan-la-Forêt.
  - DUFY: "Ómnibus" entre Chaville-Velizy y Biblioteca François Mitterrand, directo a Choisy-le-Roi, y "Ómnibus" entre Juvisy-sur-Orge y Dourdan-la-Forêt.
- E: destino Saint-Martin-d'Étampes.
  - ELAC/ELBA: "Ómnibus" entre Saint Quentin en Yvelines y Biblioteca François Mitterrand y entre Juvisy-sur-Orge y Saint-Martin-d'Étampes.
  - ELSA/ELAO: Ómnibus entre Saint-Quentin-en-Yvelines y Biblioteca François Mitterrand, directo a Juvisy-sur-Orge y "Ómnibus" entre Bretigny y Saint-Martin-d'Étampes.
- F: destino Biblioteca François Mitterrand.
  - FAST: "Ómnibus" de Pontoise a Biblioteca François Mitterrand.
  - FOOT: "Ómnibus" de Chaville-Vélizy a Biblioteca François Mitterrand o "Ómnibus" de Boulevard Victor-Pont du Garigliano a Biblioteca François Mitterrand.
- G: destino Montigny-Beauchamp. 
  - GOTA: "Ómnibus" de Massy-Palaiseau (hora punta) o Pont de rungis a Montigny-Beauchamp.
- J: destino Juvisy.
  - JADE/JILL: "Ómnibus" entre Versalles Rive Gauche y Biblioteca François Mitterrand y entre Choisy-le-Roi y Juvisy.
  - JOEL: "Ómnibus" Versailles Rive Gauche > Juvisy (1 servicio a última hora de la noche).
- K: destino Chaville-Vélizy.
  - KUMA : "Ómnibus" entre Dourdan-la-Fôret y Brétigny, directo a Juvisy-sur-Orge, directo Choisy-le-Roi y "Ómnibus" entre Biblioteca François Mitterrand y Chaville-Vélizy
- L (Inválidos) 
  - LOLA: "Ómnibus" Versalles Rive Gauche / Saint-Quentin-en-Yvelines > Inválidos (se presta durante las obras CASTOR entre Inválidos y Gare d'Austerlitz).
  - LARA: "Ómnibus" entre Dourdan-la-Forêt y Juvisy-sur-Orge y entre Biblioteca François Mitterrand e Inválidos.
- M: destino Massy-Palaiseau.
  - MONA: "Ómnibus" Pontoise / Montigny-Beauchamp > Massy Palaiseau.
- N: destino Pontoise. 
  - NATH: "Ómnibus" entre Bretigny y Juvisy-sur-Orge y entre Biblioteca François Mitterrand y Pontoise.
  - NORA : "Ómnibus" Massy-Palaiseau > Pontoise vía Pont de Rungis-Aéroport d'Orly.
- P: destino Boulevard Victor-Pont du Garigliano.
  - PAUL: "Ómnibus" entre Brétigny y Juvisy-sur-Orge y entre Biblioteca François Mitterrand y Boulevard Victor-Pont du Garigliano.
  - PUMA: "Ómnibus" entre Dourdan-la-Fôret y Brétigny, directo a Juvisy-sur-Orge, Choisy-le-Roi y "Ómnibus" entre Biblioteca François Mitterrand y Boulevard Victor-Pont du Garigliano.
- R: destino Pont de Rungis - Aéroport d'Orly.
  - ROMI: "Ómnibus" Pontoise / Montigny-Beauchamp > Pont de Rungis-Aéroport d'Orly.
- S: destino Saint-Quentin-en-Yvelines.
  - SARA: "Ómnibus" entre Saint-Martin d'Étampes o Dourdan-la-Fôret y Juvisy-sur-Orge y entre Biblioteca François Mitterrand y Saint-Quentin-en-Yvelines.
  - SLIM: "Ómnibus" entre Saint-Martin d'Étampes y Juvisy-sur-Orge y entre Biblioteca François Mitterrand y Saint-Quentin-en-Yvelines.
  - SLOM/SVEN: "Ómnibus" entre Saint-Martin d'Etampes y Brétigny, directo a Juvisy y "Ómnibus" entre Biblioteca François Mitterrand y Saint-Quentin-en-Yvelines.
- V: destino Versalles Rive Gauche.
  - VERO: "Ómnibus" entre Versalles Chantiers y Choisy-le-Roi vía Juvisy y entre Biblioteca François Mitterrand y Versalles Rive Gauche.
  - VICK: "Ómnibus" entre Versailles Chantiers y Choisy-le-roi vía Juvisy o entre Juvisy-sur-Orge y Choisy-le-Roi y entre Biblioteca François Mitterrand y Versailles Rive Gauche.

### Servicio en hora punta
La explotación de la línea es compleja en hora punta con trenes ida/vuelta cada 15 min. Tanto por la mañana como por la tarde hay un servicio cadenciado de los diferentes trenes en el tramo central entre Inválidos y Gare d'Austerlitz.
- Mañana: la secuencia de trenes es la siguiente: VERO - 3 min - KUMA - 2 min - NATH - 3 min - SVEN - 2 min - PAUL - 3 min - GOTA - 2 min - VERO...
- Tarde: la secuencia de trenes es la siguiente: ELSA - 2 min - BALI - 3 min - DUFY - 2 min - CARO - 3 min - ROMI o MONA - 2 min - BALI - 3 min - ELSA...

De esta manera, el tramo central de la línea C entre Inválidos y Gare d'Austerlitz tiene un tráfico de 24 trenes en cada sentido entre las 17:00 y las 18:00, con un intervalo medio de 2 min 30 s. Esto puede generar muchos desfases en caso de que se retrase un tren.
Dada la longitud de los ramales (Étampes está nada menos que a 50 km de París), una avería a las 8:30 puede repercutir en el servicio hasta las 20:00.